# Бранко Добросављевић
Бранко Добросављевић (Скрад, 4. јануар 1886 — Благај, 7. мај 1941) био је протојереј СПЦ и парох у Вељуну.

## Биографија
Богословију је завршио у Сремским Карловцима 1908, а рукоположен је 1909. Био је парох у Бувачи, Радовици и Вељуну. Добио је Орден Светога Саве и Орден Круне. 
Усташа из Вељуна Иван Шајфор је организовао хапшење 500 Срба из Вељуна, Цвијановић Брда и Полоја. Затворили су их и мучили у жандармеријској станици. Посебно су мучили протиног сина, па су следећег дана натерали проту да живом сину очита опело. Свих 500 Срба су побили 7. маја 1941. код Хрватског Благаја у шуми „Кестеновац”, у догађају познатом под називом Вељунски покољ.
На редовном заседању Светог архијерејског сабора Српске православне цркве прота Бранко Добросављевић проглашен је за свештеномученика и унет у Именослов Српске цркве као свети и обележава се 7. маја.

## Галерија
- Икона Светог Бранка
- Мозаик Светог Бранка, Храм Светог Саве